# Villa Hilghestede
De Villa Hilghestede is een monumentale villa aan de Verlengde Hereweg in de Nederlandse stad Groningen, die ontworpen werd door architect Derk Huisman voor oud-burgemeester van Zuidbroek Sape Talma Stheeman.

## Beschrijving
Het pand is in 1895 gebouwd op een plek waar in de vijftiende eeuw een bedevaartplaats ontstond. De naam Hilghestede verwijst daarnaar: Heilige Plaats. De bedevaartsplaats ontstond toen een aantal heilige voorwerpen, waaronder het heilig Sacrament (geconsacreerde hosties), werden gestolen uit het klooster van Aduard. De dieven begroeven hun buit op de plek waar nu de villa staat. Daar werd de buit ook teruggevonden, waarna er eerherstel werd gebracht aan het Sacrament. Volgens de overlevering zouden zich daarna wonderen op die plek hebben voltrokken, wat aanleiding was voor een bedevaarttraditie. Deel van de traditie werd het offeren ten behoeve van het nabijgelegen Jurgensgasthuis, waar Groningen zijn lepralijders buiten de muren van de stad had ondergebracht.
Ook na de reductie van Groningen in 1594 bleef de Hillegen Stede zijn betekenis behouden, zij het in aangepaste vorm. De plek was eindpunt van een jaarlijkse processie van weeskinderen uit de stad. In 1933 werd de villa de nieuwe locatie voor het voormalige Groene Weeshuis. Het pand heeft sinds eind jaren 1980 een kantoorbestemming.